# Könkämäeno
Der Könkämäeno [ˈkøŋkæmæˌeno] (finnisch) oder Könkämäälven (schwedisch) ist ein Fluss in Lappland. Er entfließt dem See Kilpisjärvi und endet nach 90 Kilometern nahe dem Ort Markkina, wo er sich mit dem Lätäseno zum Muonio älv (Muonionjoki) vereinigt. Zusammen mit dem Muonio älv und dem Torne älv (Tornionjoki) bildet der Könkämäeno die Grenze zwischen Finnland und Schweden. Der Könkämäeno ist ein beliebtes Angelrevier.